# Achdut LeMa’an HaSchalom VeHaAlija
Die Achdut LeMaʿan HaSchalom VeHaAlija (hebräisch אַחְדוּת לְמַעַן הַשָּׁלוֹם וְהָעֲלִיָּה Achdūt ləMaʿan haSchalōm wəhaʿAlijjah, deutsch ‚Einheit für den Frieden und für die Alijja‘, Plene: אחדות למען השלום והעלייה) war eine politische Partei in Israel.
Die Partei wurde gegründet, als Ephraim Gur während der 12. Regierung im Jahre 1990 HaMaʿarach verließ. Gur beteiligte sich seit dem 11. Juni 1990 an der Regierung des Jitzchaq Schamir. Danach wurde er zum stellvertretenden Kommunikationsminister ernannt und wurde im November 1990 Transportminister. Gegen Ende der Legislaturperiode ging seine Partei im Likkud auf. Gur erhielt bei der Wahl 1992 auf der Wahlliste des Likkud erneut sein Mandat, bildete dann jedoch eine neue Partei mit dem Namen Einheit für die Sicherheit der neuen Einwanderer (hebräisch אַחְדוּת לְמַעַן בִּטָּחוֹן הָעוֹלים הַחֲדָשִׁים Achdūt ləMaʿan Biṭṭachōn haʿŌlīm haChadaschīm), die an den israelischen Wahlen im Jahre 1996 teilnahm, aber an der 1,5%-Klausel scheiterte.